# 皮涅拉尔
皮涅拉尔是巴西里约热内卢州的一个市镇。总面积76.793平方公里，总人口22382人，人口密度291.5人/平方公里。